# Гырдевци
Гырдевци (болг. Гърдевци) — село в Болгарии. Находится в Великотырновской области, входит в общину Елена. На осень 2017 года, население составляет 19 человек.

## Политическая ситуация
Гырдевци подчиняется непосредственно общине и не имеет своего кмета.
Кмет (мэр) общины Елена — Сашо Петков Топалов (Болгарская социалистическая партия (БСП)) по результатам выборов.